# Gilson Araújo
Gilson da Guia Araújo Barbosa CavMM (Floriano, 1 de junho de 1947) é um bancário, contador e político brasileiro filiado ao Podemos (PODE). Integrou a Câmara Legislativa do Distrito Federal em sua primeira legislatura, de 1991 a 1995.
Graduado em contabilidade, Araújo trabalhou como bancário no Banco do Brasil e serviu como administrador regional da Vila Paranoá em 1989. Foi prefeito comunitário do Paranoá durante três anos, entre 1987 e 1990. Nas eleição de 1990, elegeu-se deputado distrital com 3.527 votos. Na época, era filiado ao Partido Trabalhista Renovador (PTR), mas mais tarde migrou para o Progressistas (PP) e o Podemos (PODE).
Em 1993, como deputado distrital, Araújo foi admitido pelo presidente Itamar Franco à Ordem do Mérito Militar no grau de Cavaleiro especial.
Araújo concorreu novamente ao legislativo distrital nas eleições de 2018. Acabou por não ser eleito, tendo obtido 641 votos.